# Ноа Шнебергер
Ноа Шнебергер (нім. Noah Schneeberger; 23 травня 1988, Лангенталь, Швейцарія) — швейцарський хокеїст, захисник, виступав за клуби СКЛ Тайгерс, Лангенталь, ХК «Біль» з 2012 року виступає за  клуб ХК «Давос» в Національній лізі А. 

## Кар'єра
Ноа вихованець ХК «Лангенталь», в якому він пройшов через всі юнацькі команди. Потім переїхав до Лангнау, де 1 лютого 2007 року дебютував у Національній лізі А. З 2006 по 2008 роки, захисник грав у складі збірної Швейцарії U20 в Національній лізі B. Сезон 2007/08 провів у складі ХК «Лангенталь» в НЛБ, в влітку 2008 приєднався до клубу НЛА ХК «Біль», в складі якого провів три сезони та зіграв 109 матчів, набрав 36 очок (4 + 32).
Сезон 2011/12 років провів у складі клубу «Серветт-Женева», в регулярному чемпіонаті провів 23 матчі (набрав два очки, 1 + 1) та 9 матчів в плей-оф.
З сезону 2012/13 років, виступає в складі багаторазового чемпіона Швейцарії ХК «Давос», в регулярному чемпіонаті провів 46 матчів в яких набрав 14 очок (2 + 12) та чотири матчі зіграв в плей-оф.
У складі ХК «Давос» виступав на престижному Кубку Шпенглера у 2012 році.

## Досягнення
- 2015 Чемпіон Швейцарії у складі ХК «Давос».